# Codia albifrons
Codia albifrons là một loài thực vật có hoa trong họ Cunoniaceae. Loài này được (Brongn. ex Schinz ex Guillaumin) Baker f. mô tả khoa học đầu tiên năm 1921.